# Socna
Socna, Sokna o Isuknen (in arabo سوكنة, in berberi Isuknen) è una città e oasi della Libia nel deserto del Sahara nel distretto di Giofra.

## Storia
Tra il 13-14 febbraio 1928 Socna è riconquistata dagli Italiani guidati dal generale Rodolfo Graziani.